# Deichläufer
Deichläufer bzw. Deichgänger sind Personen, die den Deichwachdienst bei Hochwasser durchführen. Oft werden Deichläufer auch als Deichwachen bezeichnet. Sind die freiwilligen Deichwachen auf Schleppern unterwegs, um mobil größere Strecken überwachen zu können, werden sie Küstenwehr genannt.

## Aufgaben
Deichläufer bzw. Deichwachen kontrollieren bei Hochwasser die Deiche in einem festgelegten Abschnitt. Der Aufgabenumfang ist in der DIN 19712 „Flussdeiche“ geregelt. Sie beobachten den Deich und untersuchen ihn auf Schäden. Schäden können z. B. Sickerstellen, Eisversetzungen, Auskolkung (Ausspülung von Erdmaterial) und Ähnliches sein. Werden Schäden festgestellt, benachrichtigen sie die Einsatzleitung. Zur leichteren Auffindbarkeit werden die Schadstellen durch die Deichläufer markiert. Eine Schadstellenbeseitigung wird durch die Deichläufer nicht vorgenommen.

## Einsatz
Der Einsatz von Deichläufern wird durch Gesetze, Verordnungen oder Katastrophenschutzpläne geregelt. Der Einsatz richtet sich nach dem Hochwasserstand und dem damit verbundenen Gefährdungsgrad. In Brandenburg ist der durchgehende Wachdienst ab der Alarmstufe III vorgesehen. Die Alarmstufen werden bei Überschreiten von vorher festgelegten Pegelwerten für Flussabschnitte ausgerufen. In der Regel findet der Wachdienst rund um die Uhr von jeweils mindestens zwei Personen statt, die sich bei Bedarf gegenseitig sichern können.